# 198 Ampella
198 Ampella eller 1957 YA1 är en asteroid i asteroidbältet, upptäckt 13 juni 1879 av den franske astronomen Alphonse Borrelly vid Marseille-observatoriet, Frankrike. Namnet anses syfta på den feminina formen av Ampelos.